# Concepción (vulkan)
Concepción är en 1 610 meter hög aktiv stratovulkan och ett naturreservat i Nicaragua. Den reser sig ur Nicaraguasjön där den tillsammans med grannvulkanen Maderas har skapat ön Ometepe.

## Naturreservat

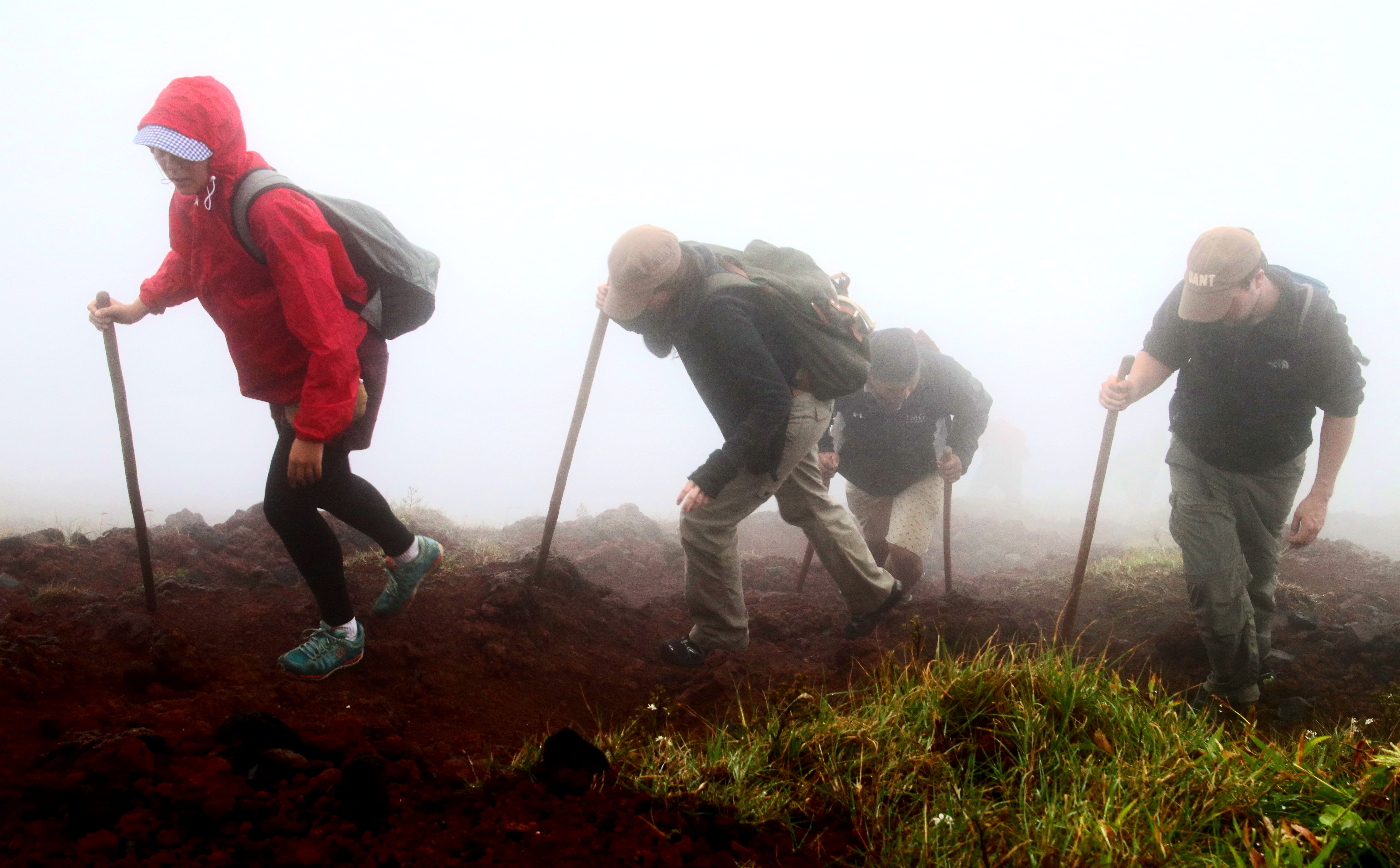
Vandring upp till vulkantoppen

Vulkanen ligger i ett 22 km2 stort naturreservat vid namn Reserva natural Volcán Concepción. Naturreservatet bildades 1983. Förutom toppen av vulkanen sträcker sig reservatet sig hela vägen ner till Nicaraguasjön på två ställen i norr. Toppen och större delen av naturrservatet ligger i kommunen Altagracia men den västligaste delen ligger i Moyogalpa.
Från ringvägen runt vulkanen kan man nå toppen på vandringsleder från La Concepción i väster, från Los Ramos i söder eller från Altagracia i nordost.